# Карт-бланш (фестиваль)
«Карт-бланш» — нелегальный самоорганизованный уличными художниками фестиваль стрит-арта. Проходит ежегодно летом в Екатеринбурге начиная с 2018 года.

## Описание и история фестиваля
Основная идея проекта — вернуть уличное искусство на улицы. Заставить уличных художников вспомнить, что значит идти против системы, спорить с недовольными жителями и даже полицией, но все равно высказывать свою позицию. Фестиваль призывает уличных художников выйти за пределы своего устоявшегося стиля, решиться на эксперименты, опробовать новые техники, жанры и непривычные материалы. Ни один из арт-объектов фестиваля не был согласован авторами с властями или горожанами: работы появляются в разных районах города по решению самих художников. Авторы без разрешения расписывают здания, заборы, парапеты, ставят свои арт-объекты на пустырях и мостах. Такое искусство нравится не всем. Жители Екатеринбурга воспринимают фестиваль неоднозначно: организаторов неоднократно просили перенести его в другой город, чтобы не распространять депрессивные настроения.
Фотографии работ фестиваля с их координатами публикуются в официальном сообществе «Карт-бланша» ВКонтакте. Некоторые объекты сохраняются годами, другие практически сразу уничтожаются коммунальщиками, однако их все равно успевают увидеть многие местные жители.
Первый «Карт-бланш», прошедший летом 2018 года, вошёл в шорт-лист премии им. Сергея Курехина в номинации «Лучший фестиваль современного искусства».
Помимо недовольства некоторых горожан, у нелегального фестиваля «Карт-бланш» в 2019 году возник серьёзный конфликт с международным екатеринбургским граффити-фестивалем «Стенограффия», проводимым в городе легально с 2010 года. Поводом послужила стена забора на ул. Мамина-Сибиряка. Противостояние участников «Стенограффии» и «нелегальных» художников началось после того как на заборе в центре города, появился анонс: «Эта надпись сделана легально, как и другие работы на фестивале „Стенограффия“». Эта работа команды Hot Singles in Your Area стала оммажем прошлогоднему лозунгу Ильи Мозги — в 2018 году на этом же заборе художник объявил о старте нелегального фестиваля так: «Эта надпись сделана нелегально, как и другие работы на фестивале „Карт-бланш“». Фразу «Стенограффии» неустановленные художники «Карт-бланша» обрамили презервативом, а затем и вовсе изменили её значение. «Стенограффия» в долгу не осталась в итоге этот забор в центре города был перекрашен множество раз в течение одного месяца.
В 2020 году фестиваль проходил с 7 по 17 августа. В нём приняли участие участие более 60 уличных художников, создавших около 90 произведений на улицах Екатеринбурга. Часть работ была посвящена актуальной политической повестке, в частности, протестному движению в Республике Беларусь. Серию своих работ на фестивале представил известный российский художник Покрас Лампас, часть из которых пострадала от вандалов. По итогам организаторы составили карту арт-объектов фестиваля.

## Галерея
- Лена Шубенцева «Совковые скрепы», ул. Малышева, 84. Екатеринбург 2021 год
- Матвей Фатеев, работа в саду Вайнера. Екатеринбург 2021 год
- Dr.Art, работа на ул. Энгельса, 8. Екатеринбург 2021 год
- Сергей Лаушкин, работа на набережной реки Исеть. Екатеринбург 2021 год